# São Miguel de Souto (Santa Maria da Feira)
São Miguel de Souto, anteriormente designada por Souto, é uma vila portuguesa que foi sede da extinta Freguesia de São Miguel de Souto do Município de Santa Maria da Feira, freguesia que tinha 9,40 km² de área e 4 696 habitantes (2011), tendo, assim, uma densidade populacional de 499,6 hab/km².
Era uma das poucas freguesias portuguesas territorialmente descontínuas, tendo a adicional raridade de essa descontinuidade derivar da existência, na sua zona norte, de um enclave (100 vezes mais pequeno que o seu território): parte do lugar de Macieira, exclave da vizinha antiga freguesia de Travanca.
Foi extinta (agregada) pela reorganização administrativa de 2012/2013, sendo o seu território integrado na União das Freguesias de São Miguel do Souto e Mosteirô.
A povoação anteriormente designada Souto foi em 1993 elevada à categoria de vila passando a designar-se por São Miguel de Souto.

## População

Antigas freguesias que deram origem à União das Freguesias de São Miguel do Souto e Mosteirô (Santa Maria da Feira).

| Número de habitantes residentes | Número de habitantes residentes | Número de habitantes residentes | Número de habitantes residentes | Número de habitantes residentes | Número de habitantes residentes | Número de habitantes residentes | Número de habitantes residentes | Número de habitantes residentes | Número de habitantes residentes | Número de habitantes residentes | Número de habitantes residentes | Número de habitantes residentes | Número de habitantes residentes | Número de habitantes residentes |
| ------------------------------- | ------------------------------- | ------------------------------- | ------------------------------- | ------------------------------- | ------------------------------- | ------------------------------- | ------------------------------- | ------------------------------- | ------------------------------- | ------------------------------- | ------------------------------- | ------------------------------- | ------------------------------- | ------------------------------- |
| 1864                            | 1878                            | 1890                            | 1900                            | 1911                            | 1920                            | 1930                            | 1940                            | 1950                            | 1960                            | 1970                            | 1981                            | 1991                            | 2001                            | 2011                            |
| 1 748                           | 1 765                           | 1 837                           | 2 033                           | 2 359                           | 2 254                           | 2 649                           | 2 928                           | 3 322                           | 3 445                           | 3 513                           | 3 706                           | 4 608                           | 4 835                           | 4 696                           |

| Distribuição da População por Grupos etários | Distribuição da População por Grupos etários | Distribuição da População por Grupos etários | Distribuição da População por Grupos etários | Distribuição da População por Grupos etários | Distribuição da População por Grupos etários | Distribuição da População por Grupos etários | Distribuição da População por Grupos etários | Distribuição da População por Grupos etários | Distribuição da População por Grupos etários |
| -------------------------------------------- | -------------------------------------------- | -------------------------------------------- | -------------------------------------------- | -------------------------------------------- | -------------------------------------------- | -------------------------------------------- | -------------------------------------------- | -------------------------------------------- | -------------------------------------------- |
| Ano                                          | 0-14 Anos                                    | 15-24 Anos                                   | 25-64 Anos                                   | > 65 Anos                                    |                                              | 0-14 Anos                                    | 15-24 Anos                                   | 25-64 Anos                                   | > 65 Anos                                    |
| 2001                                         | 829                                          | 737                                          | 2679                                         | 590                                          |                                              | 17,1%                                        | 15,2%                                        | 55,4%                                        | 12,2%                                        |
| 2011                                         | 664                                          | 542                                          | 2683                                         | 807                                          |                                              | 14,1%                                        | 11,5%                                        | 57,1%                                        | 17,2%                                        |

## Património
- Igreja velha (antiga matriz)
- Igreja de São Miguel (matriz)
- Capela da Senhora do Parto (ou das Almas)
- Ermida de Nossa Senhora da Guia
- Cruzeiro
- Vestígios da antiga exploração de caulino